# Licaria nayaritensis
Licaria nayaritensis är en lagerväxtart som först beskrevs av C.L. Lundell, och fick sitt nu gällande namn av C.L. Lundell. Licaria nayaritensis ingår i släktet Licaria och familjen lagerväxter. Inga underarter finns listade i Catalogue of Life.